# Luke Hyam
Luke Thomas Hyam (Ipswich, 24 ottobre 1991) è un allenatore di calcio ed ex calciatore inglese, di ruolo centrocampista, attuale allenatore del Woodbridge Town.

## Carriera
Gioca nelle giovanili dell'Ipswich Town ed
esordisce tra i professionisti - da titolare - il 7 agosto 2010 in Middlesbrough-Ipswich Town (1-3). Il 15 aprile 2011 sottoscrive un prolungamento annuale con la società. Conclude l'annata con 13 presenze.
Il 1º febbraio 2012 rinnova il proprio contratto fino al 30 giugno 2013. Il 20 agosto 2013 trova l'accordo per il rinnovo fino al 2016. Il 14 gennaio 2015 - durante un contrasto di gioco con Victor Wanyama - si infortuna ai legamenti, terminando in anticipo la stagione. Durante il ritiro estivo, subisce una ricaduta che lo costringe ad una nuova operazione.
Il 26 novembre 2015 passa in prestito fino al 23 gennaio 2016 al Rotherham United, ma il 22 dicembre viene richiamato anticipatamente dal prestito per fronteggiare ai numerosi impegni ravvicinati durante il periodo natalizio.
Il 2 luglio 2018 passa a titolo gratuito al Southend Utd. Si ritira al termine della stagione 2019-2020 a causa dei numerosi infortuni.

## Statistiche

### Presenze e reti nei club
Statistiche aggiornate al 19 marzo 2016.
| Stagione            | Squadra             | Campionato          | Campionato | Campionato | Coppe nazionali | Coppe nazionali | Coppe nazionali | Coppe continentali | Coppe continentali | Coppe continentali | Altre coppe | Altre coppe | Altre coppe | Totale | Totale |
| Stagione            | Squadra             | Comp                | Pres       | Reti       | Comp            | Pres            | Reti            | Comp               | Pres               | Reti               | Comp        | Pres        | Reti        | Pres   | Reti   |
| ------------------- | ------------------- | ------------------- | ---------- | ---------- | --------------- | --------------- | --------------- | ------------------ | ------------------ | ------------------ | ----------- | ----------- | ----------- | ------ | ------ |
| 2010-2011           | Ipswich Town        | FLC                 | 10         | 0          | FACup+CdL       | 0+3             | 0               | -                  | -                  | -                  | -           | -           | -           | 13     | 0      |
| 2011-2012           | Ipswich Town        | FLC                 | 8          | 0          | FACup+CdL       | 1+1             | 0               | -                  | -                  | -                  | -           | -           | -           | 10     | 0      |
| 2012-2013           | Ipswich Town        | FLC                 | 30         | 1          | FACup+CdL       | 1+1             | 0               | -                  | -                  | -                  | -           | -           | -           | 32     | 1      |
| 2013-2014           | Ipswich Town        | FLC                 | 35         | 1          | FACup+CdL       | 2+1             | 0               | -                  | -                  | -                  | -           | -           | -           | 38     | 1      |
| 2014-2015           | Ipswich Town        | FLC                 | 16         | 1          | FACup+CdL       | 2+0             | 0               | -                  | -                  | -                  | -           | -           | -           | 18     | 1      |
| nov. 2015           | Ipswich Town        | FLC                 | 0          | 0          | FACup+CdL       | 0               | 0               | -                  | -                  | -                  | -           | -           | -           | 0      | 0      |
| nov.-dic. 2015      | Rotherham United    | FLC                 | 5          | 0          | FACup+CdL       | 0               | 0               | -                  | -                  | -                  | -           | -           | -           | 5      | 0      |
| dic. 2015-2016      | Ipswich Town        | FLC                 | 12         | 0          | FACup+CdL       | 2+0             | 0               | -                  | -                  | -                  | -           | -           | -           | 14     | 0      |
| Totale Ipswich Town | Totale Ipswich Town | Totale Ipswich Town | 111        | 3          |                 | 14              | 0               |                    | -                  | -                  |             | -           | -           | 125    | 3      |
| Totale carriera     | Totale carriera     | Totale carriera     | 116        | 3          |                 | 14              | 0               |                    | -                  | -                  |             | -           | -           | 130    | 3      |